# 岡崎慶輔
岡崎 慶輔（おかざき けいすけ、1979年1月11日 - ）は、福岡市生まれのヴァイオリン奏者。

## 経歴
4歳から母親にヴァイオリンの手ほどきを受け、後にスズキ・メソードで学んだ。13歳の時、ユーディ・メニューインの前で演奏し、才能を認められる。1993年に第6回北九州国際音楽祭で「TOTOクフモプライズ」を最年少（14歳）で受賞し、フィンランドのクフモ室内楽音楽祭に出演。
1994年に東京藝術大学附属高等学校に入学し、浦川宜也に、1996年からリューベック音楽大学及び1998年からケルン音楽大学でザハール・ブロンに師事した。1999年、文化庁芸術家在外研修員として引き続き同大学で研修する。2001年にベルン音楽大学に入り、イゴール・オジムに師事。2003年6月、同音楽大学ソリスト・ディプロマ課程を修了、最優秀卒業生として「Eduard-Tschumi-Preis」を受賞。2003年10月からモーツァルテウム音楽大学大学院課程で引き続き、イゴール・オジムに師事。2004年9月、ベルリン・フィルハーモニー管弦楽団のカラヤン・アカデミーに入り、サイモン・ラトル、安永徹、ガイ・ブラウンシュタインの下で、ソリスト、室内楽及びオーケストラ奏者としての研鑽を積む。又、同楽団の元、名コンサート・マスターのミシェル・シュヴァルベや、ヘルマン・クレバース等に薫陶を受ける。

## 最近の活動
2005年に難関のミュンヘン国際音楽コンクールに優勝し、ドイツを中心にチェコ、ギリシャ、トルコ、日本等でオーケストラとの共演、リサイタル、及び室内楽など、数々の演奏活動を行なっている。
殊に、2006年からはミュンヘン国際音楽コンクールの各部門優勝者から成る、アウラータ・クインテット（Aurata Quintet） のメンバーとして、EU各地でのコンサートにも招待されている。透明感溢れる美しい響き、繊細で多彩な表現力は高い評価を得ている。
2000年12月にファースト・アルバム「岡崎慶輔デビュー！」のCDがリリース（デノン）されたが、8年後の2008年9月に同じくミュンヘン国際音楽コンクールピアノ部門の優勝者伊藤恵と組んで、セカンド・アルバム「クロイツェル＆フランク」がリリースされ（フォンテック）、音楽評論専門の識者からも高評を得ている。
2010年～2011年シーズンよりチューリッヒ歌劇場にコンサートマスターとして正式に就任している。

## 共演(国内)
オーケストラ：
NHK交響楽団,東京交響楽団,日本フィルハーモニー交響楽団,群馬交響楽団,東京都交響楽団,九州交響楽団,読売日本交響楽団,名古屋フィルハーモニー交響楽団,神奈川フィルハーモニー管弦楽団,広島交響楽団,新日本フィルハーモニー交響楽団
指揮者：
大友直人、小林研一郎、秋山和慶、藤岡幸夫、大山平一郎、小泉和裕、高関健、松尾葉子、 円光寺雅彦、梅田俊明、 湯浅卓雄、クリスティアン・アルミンク、リュウ・シャオチャ
ピアニスト：
伊藤恵、江口玲、寺嶋陸也、イリーナ・メジューエワ、永野栄子、松本和将、田部京子、児玉桃

## コンクール歴等
- 1997年
  - 第7回リピンスキ・ヴィエニヤフスキ国際コンクール・シニア部門で日本人初の第1位。
- 2001年
  - 第20回ロドルフォ・リピツァー賞国際ヴァイオリン・コンクールで第1位、リピツァー賞、ソナタ賞、オーケストラ賞、ゴリツィア・ロータリークラブ賞。
- 2002年
  - ヨゼフ・シゲティ・ヴァイオリン・コンクールでファイナリスト。
- 2003年
  - シオン・ヴァリス国際ヴァイオリン・コンクールで第5位、現代曲賞。
  - ハノーファー国際ヴァイオリン・コンクールでファイナリスト。
  - レオポルト・モーツァルト国際ヴァイオリン・コンクールで奨励賞。
- 2005年
  - エリザベート王妃国際音楽コンクールでファイナリスト。
  - ミュンヘン国際音楽コンクール・ヴァイオリン部門で第1位。